# Орел-карлик яструбиний
Орел-карлик яструбиний (Aquila fasciata) — великий хижий птах що, як і решта орлів, належить до родини яструбових (Accipitridae).
Гніздиться в Південній Європі, на більшій частині Африці, на Близькому Сході, в Південній Азії та Індонезії. Це осілий птах, що мешкає у вкритих лісом, часто з відкритими ділянками, зазвичай горбистих районах. Африканські особини мешкають в саванах та на краю лісу.
Гніздо цей орел будує на дереві або в скелях, куди відкладає 1-3 яйця.

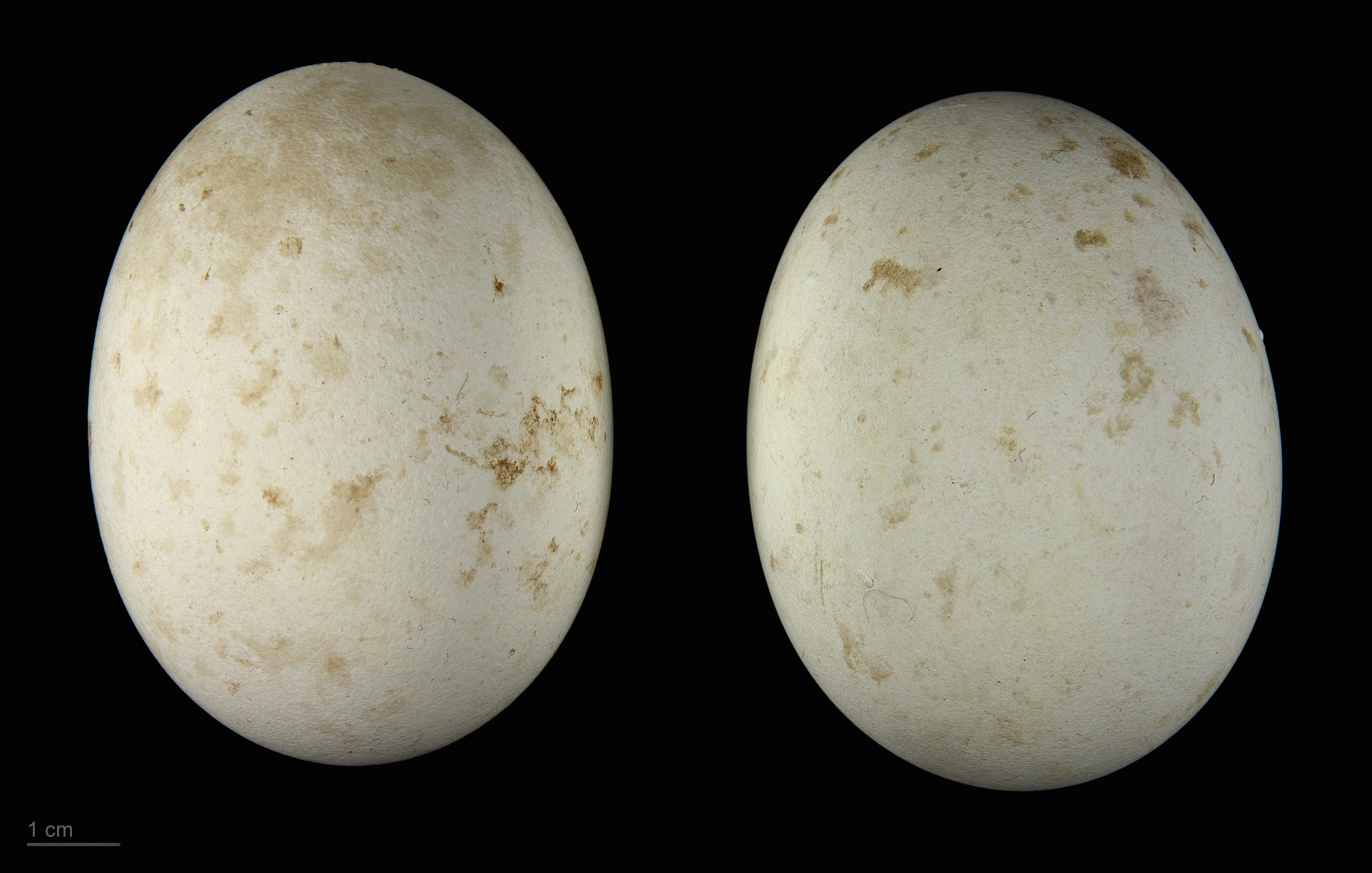
Яйця Aquila fasciata (Тулузький музей)